# Azão Visconti
Azão Visconti (em italiano: Azzone Visconti; 7 de dezembro de 1302 (722 anos) - 16 de agosto de 1339) foi Senhor de Milão desde 1329 até sua morte. É considerado o fundador do Estado de Milão, que mais tarde transformou-se num ducado.
Nascido em Ferrara, era o filho legítimo de Galeácio I Visconti e de Beatriz de Este (r. 1328–1347). Em 1322, foi nomeado senhor de Placência, mas no mesmo ano, junto com o seu pai, foi forçado a fugir. Em 1325, fez parte da vitoriosa Batalha de Altopascio contra os guelfos. Foi preso na infame Forni de Monza.  
Em 1329, comprou por 60 000 (ou 125 000) florins o título de vigário imperial de Milão do imperador Luis IV, contra a vontade do Papa, quem se considerava o único no direito de conceder esses títulos. No mesmo ano foi acusado de ser um dos assassinos do seu tio Marco, mas nunca foi condenado. No dia 15 de março, 1330 Azão foi nomeado o senhor perpétuo de Milão.